# Anvil (band)

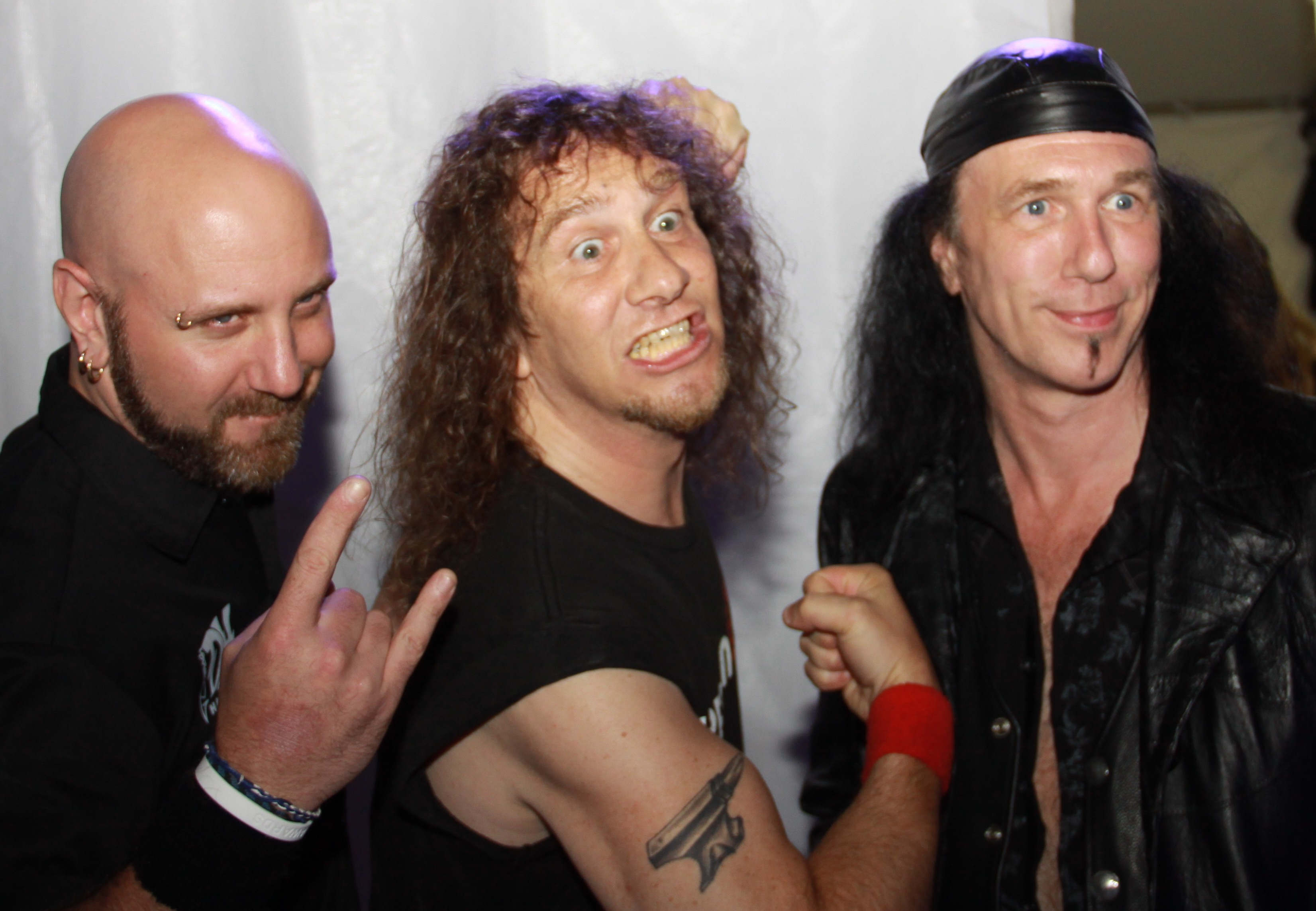
Anvil bij de Independent Spirit Awards 2010

Anvil is een Canadese heavymetalband.

## Geschiedenis

### 1973-1986
De kiem van Anvil werd in april 1973 in Toronto gelegd, toen Steve Kudlow en Robb Reiner samen muziek begonnen te maken. In 1978, toen Dave Allison en Ian Dickson zich bij het duo hadden gevoegd, ontstond de band LIPS, waaruit later Anvil voort zou komen. Drie jaar later brachten ze in eigen beheer het album Hard 'N Heavy uit. Kort daarna tekenden ze een contract met Attic en werd de naam van de band veranderd in Anvil. Hard 'N Heavy werd door Attic opnieuw uitgebracht, nu als het debuutalbum van Anvil. De navolgende albums Metal on Metal (1982) en Forged in Fire (1983) bezorgden Anvil een aanzienlijke reputatie in de metalscene. Toen Aerosmith manager David Krebs zich in 1983 over de band ontfermde, leek de band klaar voor de grote doorbraak. Zover kwam het echter niet. Op advies van Krebs werd het platencontract met Attic ontbonden, opdat er bij een groter platenlabel getekend zou kunnen worden. Om onduidelijke redenen verloor Krebs echter zijn interesse in de band. Uiteindelijk werd het managementcontract ontbonden en stond Anvil, zonder platencontract en zonder management, er alleen voor.

### 1987-2004
Na de jaren van label- en managementproblemen, werd in 1987 op het Amerikaanse label Metal Blade Records het album Strength Of Steel uitgebracht, het debuutalbum van Anvil in de Verenigde Staten. Het album bereikte aldaar de 191e positie in de Billboard 200. In 1991 verscheen op het label Maximum Records hun album Worth The Weight. Vanaf 1996 stond Anvil onder contract bij zowel het Canadese label Hypnotic als het Duitse Massacre Records, waarvoor ze drie albums uitbrachten. Het succes van begin jaren 80 lag inmiddels ver achter de band.

### 2005-heden
Gedurende de periode 2005-2007 werd de band gevolgd voor een documentaire geregisseerd door voormalig Anvil roadie Sacha Gervasi, die inmiddels naam had gemaakt als scriptschrijver in Hollywood. De documentaire volgt de originele bandleden Reiner en Kudlow in hun aanhoudende worsteling om van Anvil een succes te maken, onder andere tijdens de opnamen van hun plaat This is Thirteen (2007), die noodgedwongen in eigen beheer werd uitgebracht.
Begin 2009 verscheen Anvil! The Story of Anvil, waarbij muziek werd gemaakt door producer David Norland. De film ontving lovende kritieken en werd een doorslaand succes. Het bezorgde Anvil alsnog de erkenning waar het ruim 30 jaar voor had geknokt. De band trad in de zomer van 2009 op als voorprogramma van AC/DC in diverse Amerikaanse arena's en op diverse grote festivals, waaronder Rocklahoma in de Verenigde Staten en Download in Engeland.
In het kielzog van het succes van de documentaire verscheen het boek Anvil:!The Story of Anvil, geschreven door Kudlow en Reiner. Tevens bracht VH1 Classic Records in september 2009 This is Thirteen opnieuw uit, zowel op cd als vinyl. In 2010 werd als headliner door Europa getoerd en werden de grote festivals aangedaan, waaronder Wacken Open Air in Duitsland en Graspop Metal Meeting in België.
In mei 2011 verscheen de lang aangekondigde 14e plaat: Juggernaut of Justice. Wegens creatieve meningsverschillen met de rest van de band kondigde bassist Glenn Five in januari 2012 per direct zijn vertrek aan.

## Bandleden

### Huidige bezetting
- Robb Reiner: drummer (sinds 1978)
- Steve Kudlow ('Lips'): hoofdvocalist, hoofdgitarist (sinds 1978)
- Chris Robertson: bassist (sinds 2014)

### Voormalige bandleden
- Dave Allison: slaggitarist, vocalist (1978-1989)
- Ian Dickson: bassist (1978-1993)
- Sebastian Marino: sologitarist (1989-1995)
- Mike Duncan: bassist (1993-1996)
- Ivan Hurd: slaggitarist (1995-2007)
- Glenn Five: bassist, achtergrondvocalist (1996-2012)
- Sal Italiano: bassist (2013-2014)

## Discografie
- 1981: Hard 'N' Heavy (cd, mc en lp, Attic)
- 1982: Metal On Metal (cd, mc en lp, Attic)
- 1983: Forged In Fire (cd, mc en lp, Attic)
- 1985: Backwaxed (cd, mc en lp, Attic)
- 1987: Strength Of Steel (cd, mc en lp, Metal Blade)
- 1988: Pound For Pound (cd, mc en lp, Metal Blade)
- 1989: Past And Present (Live) (cd, mc en lp, Metal Blade)
- 1991: Worth The Weight (cd en mc, Maximum)
- 1996: Plugged In Permanent (cd, Hypnotic)
- 1997: Absolutely No Alternative (cd, Hypnotic)
- 1998: Speed Of Sound (cd en lp, Hypnotic)
- 2000: Anthology Of Anvil (cd, Hypnotic)
- 2001: Plenty Of Power (cd en lp, Massacre)
- 2002: Still Going Strong (cd en lp, Massacre)
- 2004: Back To Basics (cd, Massacre)
- 2007: This is Thirteen (cd, Anvil Enterprises; 2009: cd en lp, VH1 Classic Records)
- 2011: Juggernaut of Justice (cd, Steamhammer/SPV)
- 2011: Monument of Anvil (Compilatie) (cd, The End Records)
- 2013: Hope in Hell (cd)
- 2016: Anvil Is Anvil (cd en 2lp, Steamhammer)